# Grand Prix automobile de Bari 1947
Le Grand Prix automobile de Bari 1947 (III Gran Premio di Bari) est un Grand Prix qui s'est tenu sur le circuit urbain de Bari le 13 juillet 1947.

## Classement de la course
| Pos. | no | Pilote                           | Écurie     | Châssis            | Tours | Temps/Abandon                   | Grille |
| ---- | -- | -------------------------------- | ---------- | ------------------ | ----- | ------------------------------- | ------ |
| 1    | 12 | Achille Varzi                    | Alfa Corse | Alfa Romeo 158     | 50    | 2 h 32 min 27 s 2 (105,23 km/h) | 1      |
| 2    | 13 | Consalvo Sanesi                  | Alfa Corse | Alfa Romeo 158     | 50    | + 2 s 8                         |        |
| 3    | 19 | Renato Balestrero Enrico Ziegler | Privé      | Alfa Romeo 8C 2300 | 43    | + 7 tours                       |        |
| 4    | 15 | Nino Grieco                      | Privé      | Maserati 4CL       | 41    | + 9 tours                       |        |
| 5    | 22 | Raymond De Sauge                 | Privé      | Cisitalia D46-Fiat | 40    | + 10 tours                      |        |
| 6    | 14 | Pasquale Cassano                 | Privé      | Maserati 4CL       | 28    | + 22 tours                      |        |
| Dsq. | 16 | Gaetano Dell'Acqua               | Privé      | Maserati 4CM       | 21    | Aide extérieure                 |        |
| Abd. | 17 | Juan Jover                       | Privé      | Maserati 4CL       | 19    | Moteur                          |        |
| Abd. | 20 | Chico Landi                      | Privé      | Maserati 4CL       | 16    | Joint de culasse                |        |
| 7    | 21 | Liborio Fasano                   | Privé      | Alfa Romeo 8C 2300 | 8     | + 42 tours                      |        |
| Abd. | 18 | Luigi Marchetti                  | Privé      | Maserati 4CL       | 7     | Freins                          |        |

- Légende: Abd.=Abandon - Dsq.=Disqualifié.

## Pole position et record du tour
- Pole position :  Achille Varzi (Alfa Romeo).
- Meilleur tour en course :  Achille Varzi (Alfa Romeo) en 2 min 49 s 0 (113,75 km/h).